# Salix taraikensis
Salix taraikensis là một loài thực vật có hoa trong họ Liễu. Loài này được Kimura miêu tả khoa học đầu tiên năm 1934.